# Umán
Umán är en kommun i Mexiko.   Den ligger i delstaten Yucatán, i den östra delen av landet, 1 000 km öster om huvudstaden Mexico City. Antalet invånare är 52 268. Arean är 234 kvadratkilometer.
Terrängen i Umán är mycket platt.
Följande samhällen finns i Umán:
- Uman
- Itzincab Palomeque
- Taníl
- Xcucul Sur
- Hotzuc